# TVR
TVR ist eine britische Sportwagenmarke, die seit 1947 von verschiedenen in Blackpool ansässigen Herstellern genutzt wird. Der Name TVR leitet sich von dem Vornamen des Gründers Trevor Wilkinson ab (TreVoR). TVR produziert Leichtbau-Sportwagen, die aus einem Stahlrohr-Rahmen mit GFK-Karosserie bestehen. Als Antrieb wurden zunächst Sechszylindermotoren von Ford und Achtzylindertriebwerke von Rover verwendet; ab den 1990er-Jahren wurden sie zunehmend durch Eigenkonstruktionen von TVR ersetzt. Die Automobilproduktion kam, nachdem ein russischer Investor das Unternehmen übernommen hatte, in den ersten Jahren des 21. Jahrhunderts zum Erliegen. Das weitere Schicksal des traditionsreichen Sportwagenherstellers war einige Jahre lang unsicher, bis der Eigentümer im Juli 2012 den Betrieb stilllegte. Am 8. September 2017 stellte der aktuelle Eigentümer, Les Edgar, ein neues Modell vor.

## Wechselnde Unternehmen
Die Geschichte von TVR ist gekennzeichnet von mehreren Insolvenzen, Übernahmen und Umfirmierungen.
Die Marke TVR geht zurück auf den 1923 geborenen Ingenieur Trevor Wilkinson, der seit 1946 in Blackpool Sportwagen herstellte. Sein erstes Unternehmen wurde 1946 unter der Bezeichnung Trevcar Motors im Unternehmensregister eingetragen. 1947 firmierte es in TVR Engineering um. Das erste Fahrzeug mit eigens konstruiertem TVR-Gitterrohrrahmen wurde – damals noch mit einem Ford-Motor – 1949 gebaut. Nachdem TVR einige Fahrzeuge für einen US-amerikanischen Kunden gebaut hatte, erschien Ende 1958 eine davon abgeleitete Version für den britischen Markt, die als Grantura bezeichnet wurde. Bevor die Produktion beginnen konnte, wurde TVR Engineering Ende 1958 infolge einer Insolvenz aufgelöst.
Wilkinson und sein Geschäftspartner Bernard Williams gründeten daraufhin im Dezember 1958 das Unternehmen Layton Sports Cars Ltd., das die Produktionsrechte von TVR übernahm. Der Name des Unternehmens bezieht sich auf Blackpools Stadtteil Layton, in dem die TVR-Werkstatt ansässig war. Layton begann 1959 mit der Serienproduktion des Grantura. Parallel dazu entstand Grantura Engineering, das von Bernard Williams geleitet wurde und als Subunternehmer für Layton Sports Cars tätig war. Layton Sports Cars firmierte im Oktober 1961 in TVR Cars um. Nachdem ein TVR-Händler die Anteilsmehrheit übernommen hatte, verließ Trevor Wilkinson den Betrieb. TVR Cars wurde im Oktober 1962 zahlungsunfähig und in der Folge aufgelöst.
Nach der Insolvenz von TVR Cars gingen die Produktionsrechte im Oktober 1962 auf Grantura Engineering über, das drei Jahre lang „von der Hand in den Mund lebte“. Eine Ausdehnung des Geschäfts auf den nordamerikanischen Markt, die von dem USA-Händler Jack Griffith vorangetrieben wurde, überforderte das schwach aufgestellte Unternehmen. 1965 verzögerte außerdem ein Streik US-amerikanischer Hafenarbeiter die Einfuhr zahlreicher TVRs. Als der Importeur daraufhin seine Zahlungen einstellte, geriet Grantura im September 1965 in die Insolvenz. Das Unternehmen wurde in der Folge liquidiert.
Das Material und die Produktionsrechte von Grantura Engineering übernahmen Martin und Arthur Lilley für einen Preis von 12.000 £. Im November 1965 gründeten sie die TVR Engineering Company. Martin Lilley brachte dem Unternehmen erstmals Stabilität. Er führte TVR bis 1981, als er es nach wirtschaftlichen Schwierigkeiten an Peter Wheeler übergab. Wheeler verkaufte TVR im Jahr 2004 an den damals 24-jährigen russischen Unternehmer Nikolai Smolenski, blieb aber zunächst als Berater im Unternehmen tätig. Smolenski ließ die Produktion 2008 auslaufen. Im Juni 2013 berichteten britische Medien übereinstimmend, dass die Namensrechte an TVR an ein britisches Konsortium unter Leitung des Unternehmers Les Edgar verkauft wurden. Unter Edgars Leitung stellte TVR 2017 ein neues Modell vor.

## Die einzelnen Phasen
TVRs Geschichte wird in der Literatur üblicherweise in verschiedene Phasen eingeteilt, die sich grob nach den jeweiligen Inhabern gliedern.

### Die Trevor-Wilkinson-Ära
Die erste, von diversen Insolvenzen und Neugründungen geprägte Phase wird als Trevor-Wilkinson-Ära bezeichnet. Sie umfasst die Zeitspanne von 1946 bis 1962, teilweise wird sie auch bis 1965 ausgedehnt. In den ersten Jahren entstanden bei TVR Engineering zunächst Einzelstücke und Prototypen. Die zweite Hälfte der Trevor-Wilkinson-Ära ist von dem Modell TVR Grantura geprägt, von dem unterschiedliche Varianten mit teilweise abweichenden Bezeichnungen gefertigt wurden.
TVR verfolgte von Beginn an ein einfaches Konstruktionsschema, das bis zuletzt fortgeführt wurde: Ein zentraler Rahmen wurde mit einer Kunststoffkarosserie und einem starken Motor verbunden.

#### Einzelstücke

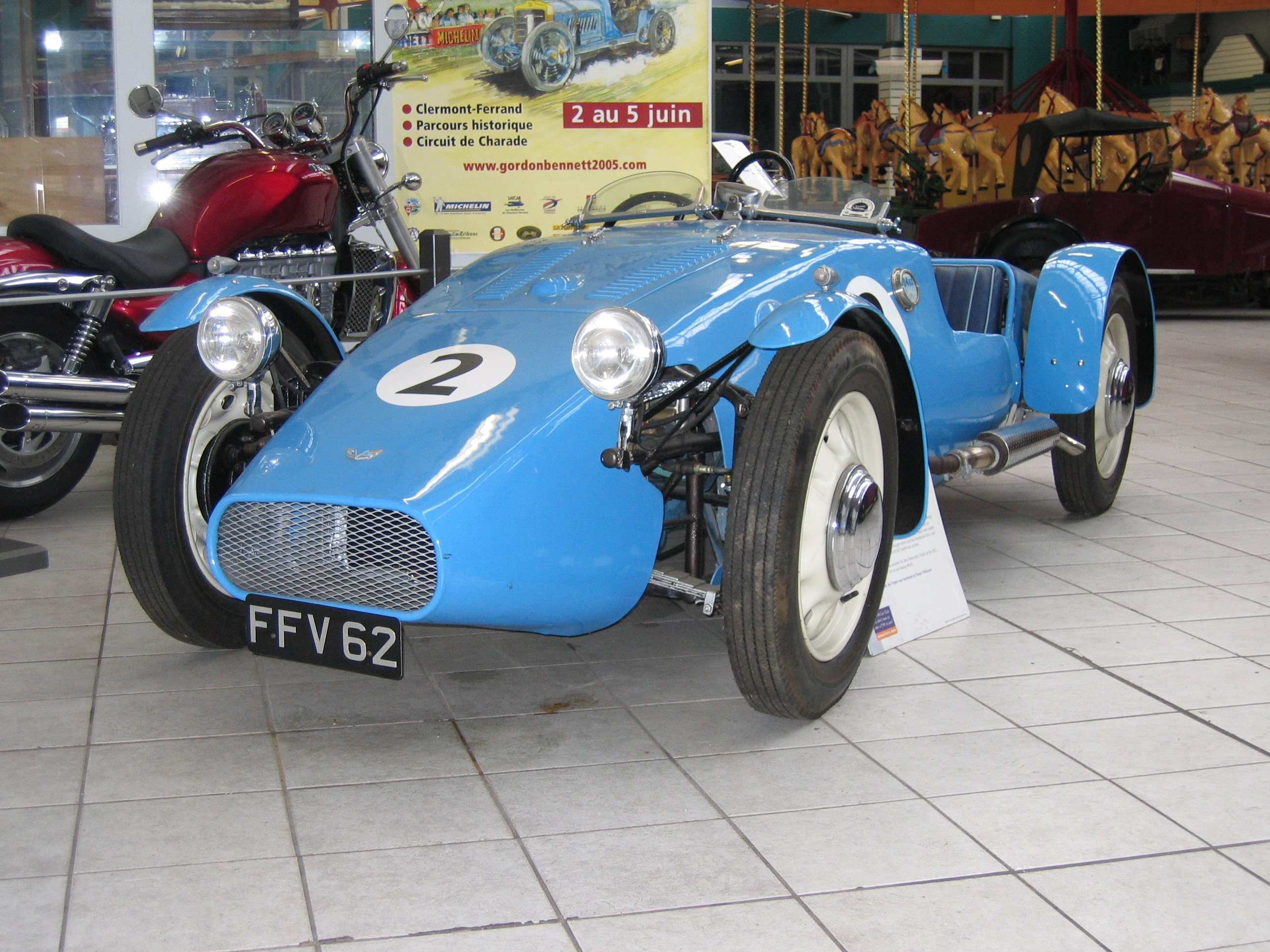
TVR 2 (1950)

Trevor Wilkinsons erste eigene Arbeit war 1947 der Aufbau einer neuen Karosserie für einen Alvis Firebird. Danach entstanden mit den Modellen TVR 1 (1949), TVR 2 (1950) und TVR 3 (1951) die ersten eigenständigen Konstruktionen des Unternehmens. Sie waren offene zweisitzige Sportwagen mit einem von Wilkinson konstruierten Rohrrahmen und einer zugelieferten Karosserie mit frei stehenden Rädern. Die Motoren kamen von Ford bzw. Austin. Sie blieben jeweils Einzelstücke. Lediglich der TVR 2 existiert noch. 1954 stellte TVR den Sports Saloon vor, einen geschlossenen Zweitürer. Das Chassis war eine Wilkinson-Konstruktion, die sich an den vorangegangenen Modellen der Marke orientierte. Die Aufhängungsteile kamen von Austin und Morris, die Kunststoffkarosserie lieferte RGS Automobile Components. Das als Bausatz angebotene Auto fand nur drei Abnehmer. Der TVR Sports Saloon ist heute weitgehend in Vergessenheit geraten.

#### Ray Saidel und Jomar
1955 ergab sich ein Kontakt zu dem US-amerikanischen Automobilhändler und Hobbyrennfahrer Ray Saidel, der bei TVR einige kleine Rennwagen in Auftrag gab. Saidel wurde zu einer zentralen Figur in der frühen Geschichte des Unternehmens. Zum einen eröffnete er TVR den nordamerikanischen Markt; zum anderen wurde das Auto, das TVR für ihn entwarf, die konzeptionelle Grundlage für alle Modelle der Marke, die bis in die späten 1970er-Jahre entstanden. Für Saidel entwarf TVR einen neuen Rahmen. Anfänglich lieferte TVR einige Rahmen ohne Aufbau; sie erhielten Aluminiumkarosserien in Saidels Werkstatt in Manchester (New Hampshire). Einige weitere Fahrgestelle stattete TVR mit einer selbst gestalteten offenen Karosserie aus Kunststoff aus. Zu diesen als TVR Open Sports bekannt gewordenen Wagen kamen sechs geschlossene Fahrzeuge mit Stufenheck (TVR Coupé), die unausgewogen und „stummelig“ wirkten. Die Karosserien des Coupés verwendeten vorn und hinten gleichermaßen Karosserieteile des Microplas Mistral. Auf ihrer Grundlage entstand auf Anregung Saidels ab 1957 eine Version mit Schrägheck, die er in den USA als Jomar vermarktete. Nachdem er das Auto 1958 landesweit auf verschiedenen Ausstellungen gezeigt hatte, erhielt Saidel für 1959 etwa 200 Bestellungen US-amerikanischer Händler. TVR konnte diesem Auftragsvolumen allerdings nicht ansatzweise gerecht werden. Bis Ende 1958 baute TVR insgesamt knapp 10 Jomars – einige Quellen sprechen von „einer Handvoll“ –, und eine Steigerung der Produktionsrate war nicht zu erwarten. Saidel beendete daraufhin seine Beziehung zu TVR Engineering, das kurz darauf zahlungsunfähig wurde.

#### Grantura

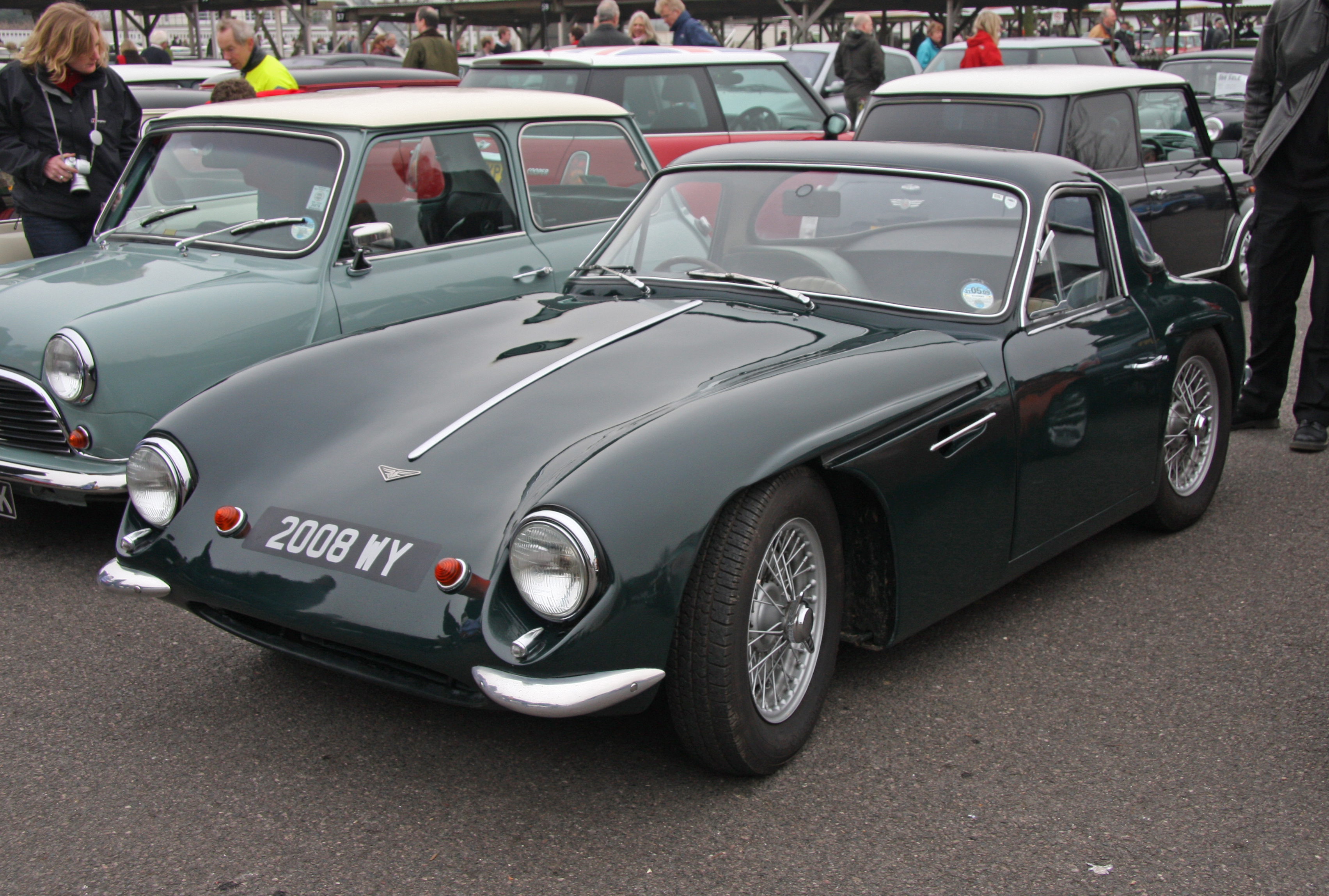
TVR Grantura

Das neu gegründete Unternehmen Layton Sports Cars brachte im Frühjahr 1959 eine leicht abgewandelte Version des Jomar auf den britischen Markt. Das Auto erhielt die Bezeichnung Grantura. Vom Grantura gab es vier Serien, deren letzte durch das von Martin Lilley neu gegründete Unternehmen TVR Engineering produziert wurde. Die Autos waren als Komplettfahrzeuge oder als Bausätze erhältlich; bis in die 1960er-Jahre hinein entstanden mehr Bausätze als komplette Autos. In die in Großbritannien verkauften Granturas konnten Motoren von Ford of Britain, MG oder Coventry Climax eingebaut werden. Im Laufe der Jahre entstanden vier Serien, die sich durch sukzessive vorgenommene Weiterentwicklungen voneinander unterschieden. Der größte Entwicklungsschritt war die Einführung eines neuen Chassis, das 1962 mit der dritten Serie (Grantura Mark III) debütierte. Der Griffith 200 (1963 bis 1964) und der Griffith 400 (1964 bis 1967) waren Parallelmodelle, die vor allem für den US-amerikanischen Markt bestimmt waren und dort nicht als TVR, sondern unter der Marke Griffith verkauft wurden. Sie nutzten das Chassis und die Karosserie des Grantura Mark III, hatten aber einen 4,7 Liter großen Achtzylinder-V-Motor von Ford USA. Sie entstanden im Auftrag der Griffith Motors aus Hicksville (New York) und traten gegen die ähnlich konzipierten Sportwagen AC Cobra und Sunbeam Tiger an. Die in Großbritannien verkaufte Version des Griffith 200 und 400 hieß einheitlich TVR Griffith 200.
1962 nahm TVR mit einem Werksteam mehreren Granturas an den 12-Stunden-Rennen von Sebring und Le Mans teil. Das Rennen in Sebring beendeten Mark Donohue und Jay Signore auf dem 25. Gesamtrang, in Le Mans fielen Peter Bolton und Ninian Sanderson bereits nach drei Runden aus.

### Die Martin-Lilley-Ära

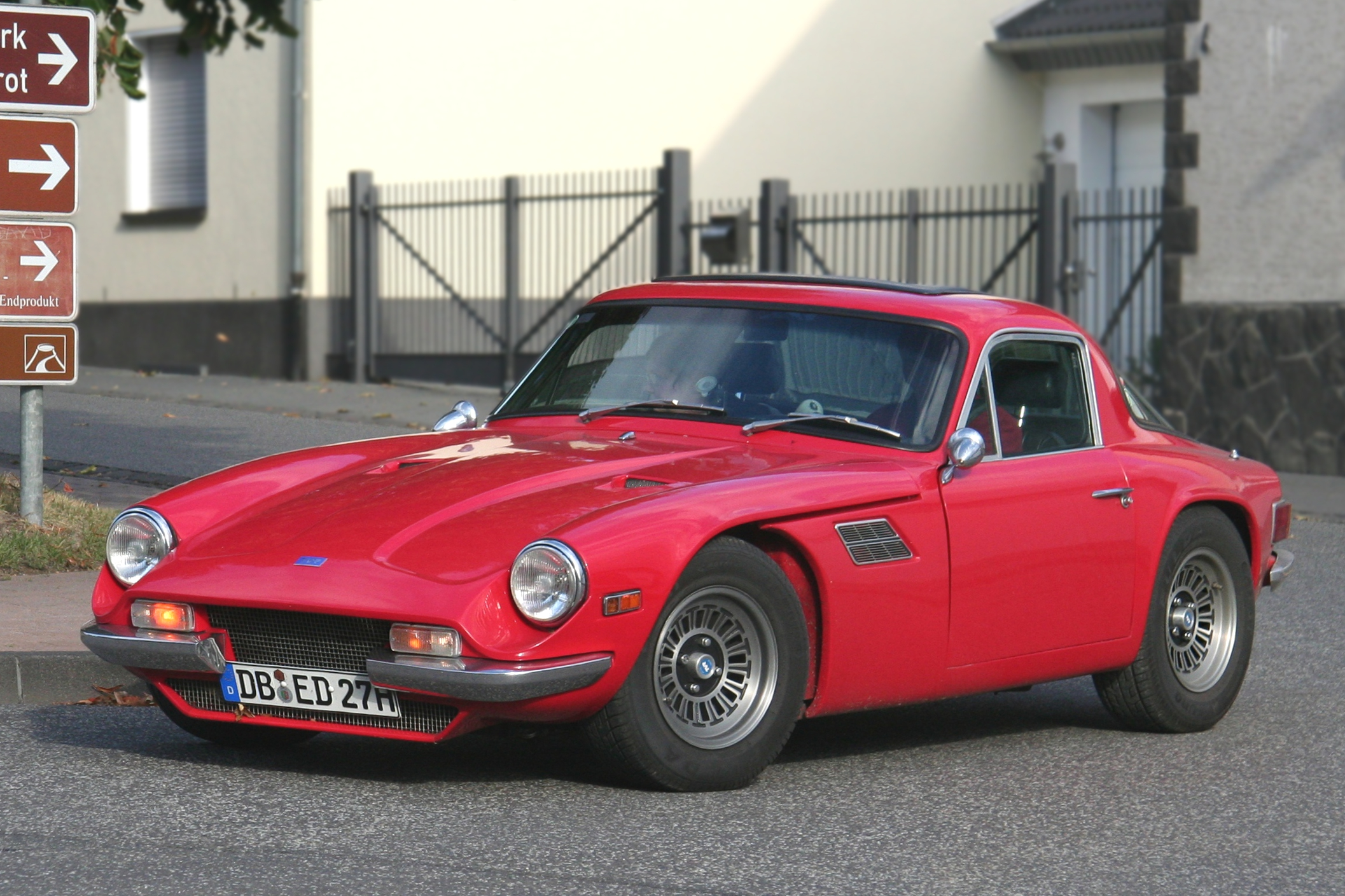
TVR 3000 M (1974)

Unter der Führung von Martin Lilley wurde das Unternehmen, das bis 1966 nur zwei Aktionäre hatte, standfester. Während der nächsten Jahre erfuhr TVR ein beträchtliches Wachstum. Die bisherigen Modelle Grantura und Griffith 200/400 wurden schrittweise zum Vixen bzw. Tuscan V8 weiterentwickelt. Lilley gelang es, die Produktionskosten zu senken, indem, beginnend mit der Einführung des Vixen, die Antriebs- und Fahrwerkstechnik zu günstigeren Konditionen bei Ford of Britain eingekauft wurde. Damit konnte das Unternehmen mehr Geld für die Qualitätskontrolle ausgeben, was wiederum die Reklamations- und Garantiefälle reduzierte. 1969 hatte TVR erstmals eine ausgeglichene Bilanz, und ab 1970 erwirtschaftete das Unternehmen mehr oder weniger regelmäßig einen Gewinn. 1970 verlegte TVR die Produktion an die Bristol Avenue in Blackpool, den heutigen Standort. 1972 wurde die M-Serie vorgestellt, eine Weiterentwicklung des Vixen, die sich in den 1970er Jahren gut verkaufte. Der M wurde als Coupé, als 3-Türer und als Cabriolet verkauft. Zeitweise war auch eine Version mit aufgeladenem Motor erhältlich, wobei der Turbo M das erste britische Serienfahrzeug mit Turbolader war.

### Die Peter-Wheeler-Ära

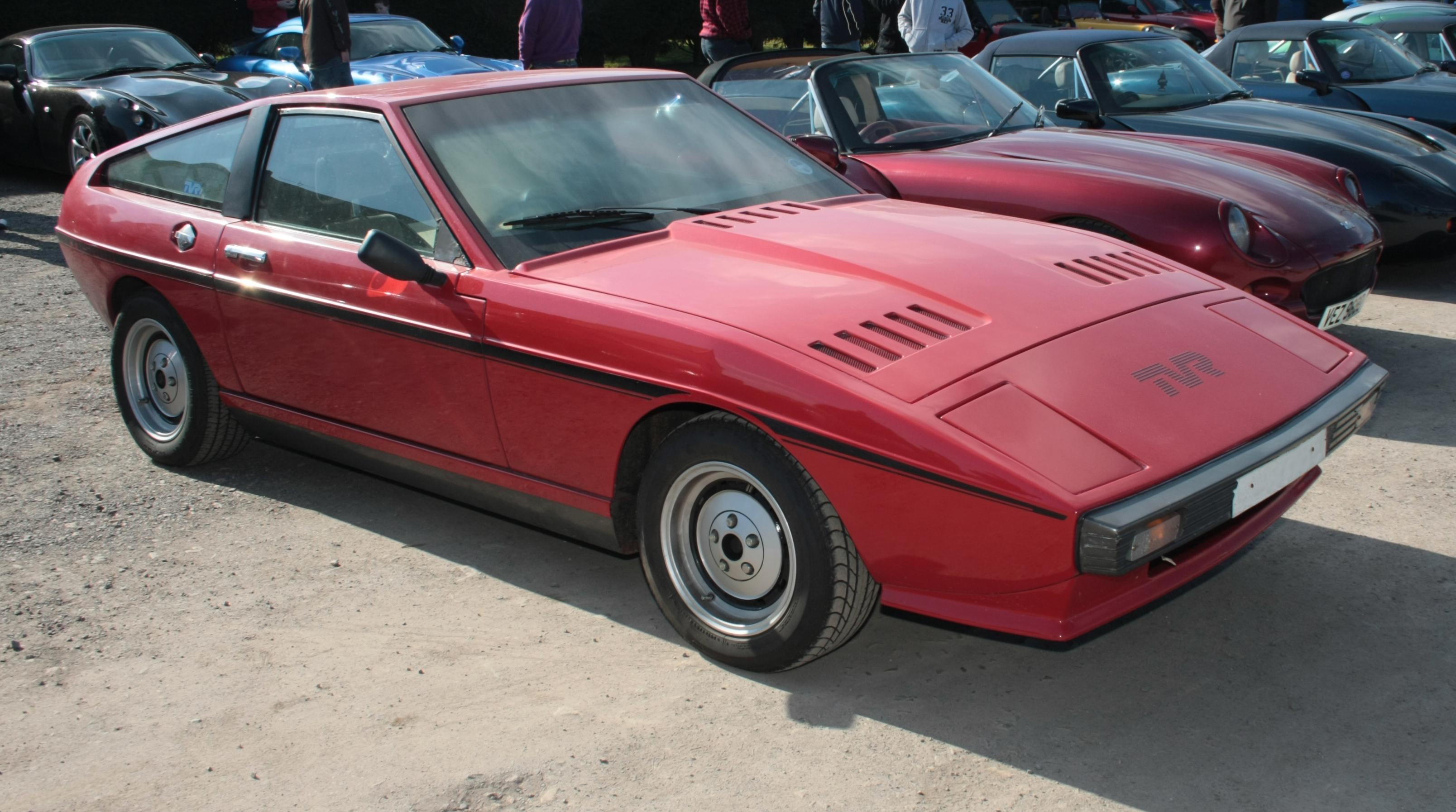
Basismodell für die 1980er-Jahre: TVR Tasmin

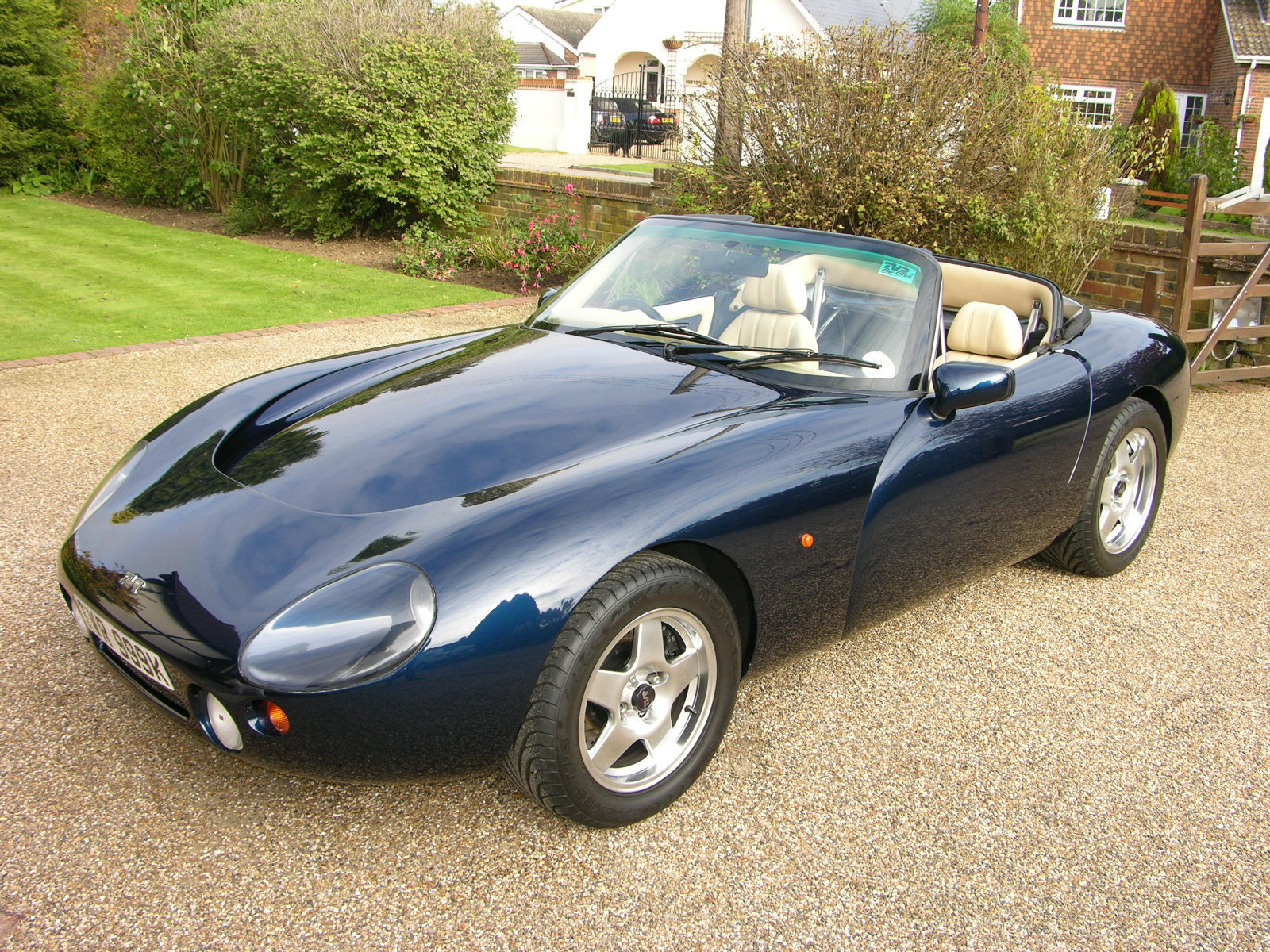
TVR Griffith 400

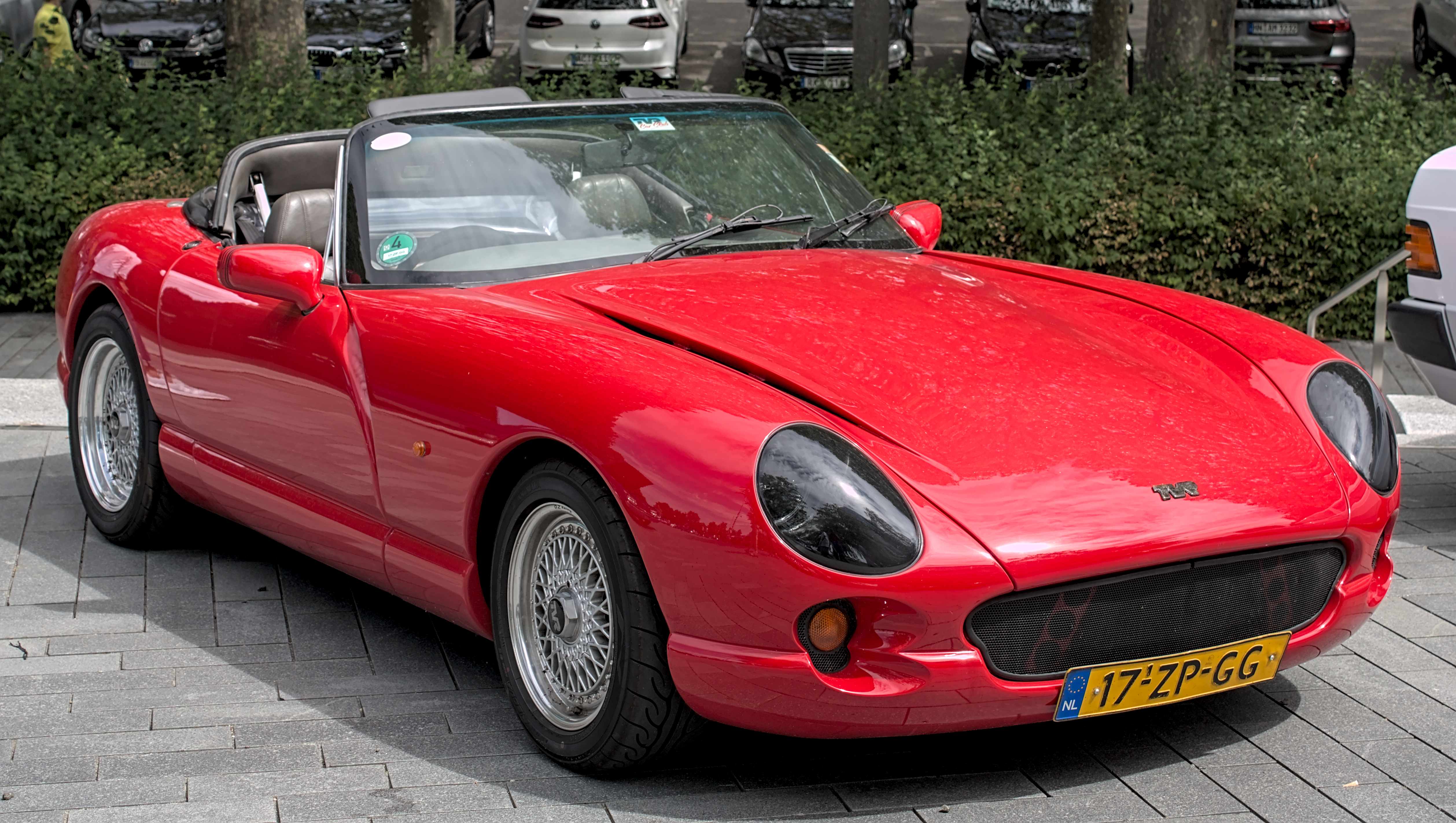
TVR Chimaera (1994)

1979 erschien mit dem Tasmin 280i die nächste Generation von TVR-Modellen. In technischer Hinsicht folgte sie dem Konstruktionsmuster der früheren Serien; ihre betont keilförmige Karosserie war aber ein stilistischer Bruch mit der Tradition. Die Kosten der Entwicklung des neuen Modells und der Produktionsvorbereitung summierten sich auf 550.000 £. Sie überforderten die Leistungsfähigkeit der Inhaber und führten letztlich dazu, dass das Unternehmen 1982 an Peter Wheeler verkauft wurde. Wheeler schuf auf der Basis des Tasmin im Laufe der 1980er-Jahre eine weit gefächerte Modellfamilie, deren Mitglieder wegen ihrer auffälligen Karosserie im englischen Sprachraum als TVR Wedges (engl. für Keil) bekannt sind. Den Anfang machte 1983 der 350i mit einem Achtzylindermotor von Rover. In den folgenden Jahren entwickelte TVR den Rover-Achtzylinder schrittweise weiter, sodass dem 350i eine Reihe nochmals stärkerer Versionen zur Seite gestellt wurden, die einen Hubraum von bis zu 4,5 Litern hatten. Während der 350i mit dem serienmäßigen Rover-Motor nach und nach zum Volumenmodell wurde, waren die stärkeren Sonderversionen, die in Liebhaberkreisen als Big Bad Wedges (große böse Wedges) bezeichnet werden, nur begrenzt verfügbar. Ein neues Kapitel in der TVR Geschichte begann 1986 mit der Präsentation der TVR S-Serie: Der S, der äußerlich der M-Serie zwar ähnelte, aber neu konstruiert war, löste den (Tasmin) 280i ab und übernahm dessen Rolle als Einsteigermodell. Auch von ihm entstanden nacheinander mehrere Serien, die sich durch technische und stilistische Weiterentwicklungen voneinander unterschieden. Außerdem waren verschiedene Sechs- und Achtzylindermotoren von 2,0 bis 4,0 Liter Hubraum erhältlich. Aufgrund seines vergleichsweise günstigen Preises verdoppelte sich mit ihm der TVR-Jahresausstoß binnen kurzer Zeit.
In den 1990er-Jahren war TVR mit dem neuen Griffith erfolgreich. Kurz darauf ging der TVR Chimaera in Produktion. Er war mit mehr als 10.000 Exemplaren das bis dahin erfolgreichste Fahrzeug der Marke. Der erste TVR mit einem selbst konstruierten und gebauten Motor, der Cerbera, wurde 1996 eingeführt. Dank fünfjähriger Entwicklungszeit und zwei Jahren voller intensiver Tests auf der Rennstrecke hat der „Speed Eight“-Motor die höchste Leistung und das höchste Drehmoment bei geringstem Eigengewicht von allen Saugmotoren, die je für ein Straßenfahrzeug gebaut wurden.
TVR baute 1997 mit dem „Speed Six“ (ein Sechszylinder Reihenmotor) einen zweiten Motor. Man nutzte dabei die neuesten Technologien aus dem Motorsport. Im folgenden Jahr wurde der mächtige „Speed Twelve“, ein dritter Motor, gebaut, mit dem TVR in der britischen GT1-Klasse startete. Der Saugmotor mit 7,7 Liter Hubraum leistet 640 kW (870 PS).
Nachdem 2000 die Auslieferungen des neuen Tuscan begannen, wurde er schnell zum bestverkauften TVR. Der Cerbera Speed Twelve wurde als Rennversion vorgestellt, wobei er in Silverstone bereits in seiner ersten Saison einen Sieg einfuhr. Der Tamora wurde 2001 eingeführt. Er sollte mit einem günstigeren Preis breitere Kundenkreise für TVR gewinnen. Eine neue Generation der TVR-Coupés wurde 2002 auf der „British International Motorshow“ präsentiert. Der T350, wie auch der T400R und der T440R, brachten TVR in neue Marktsegmente.

### Turbulenzen unter Smolenski

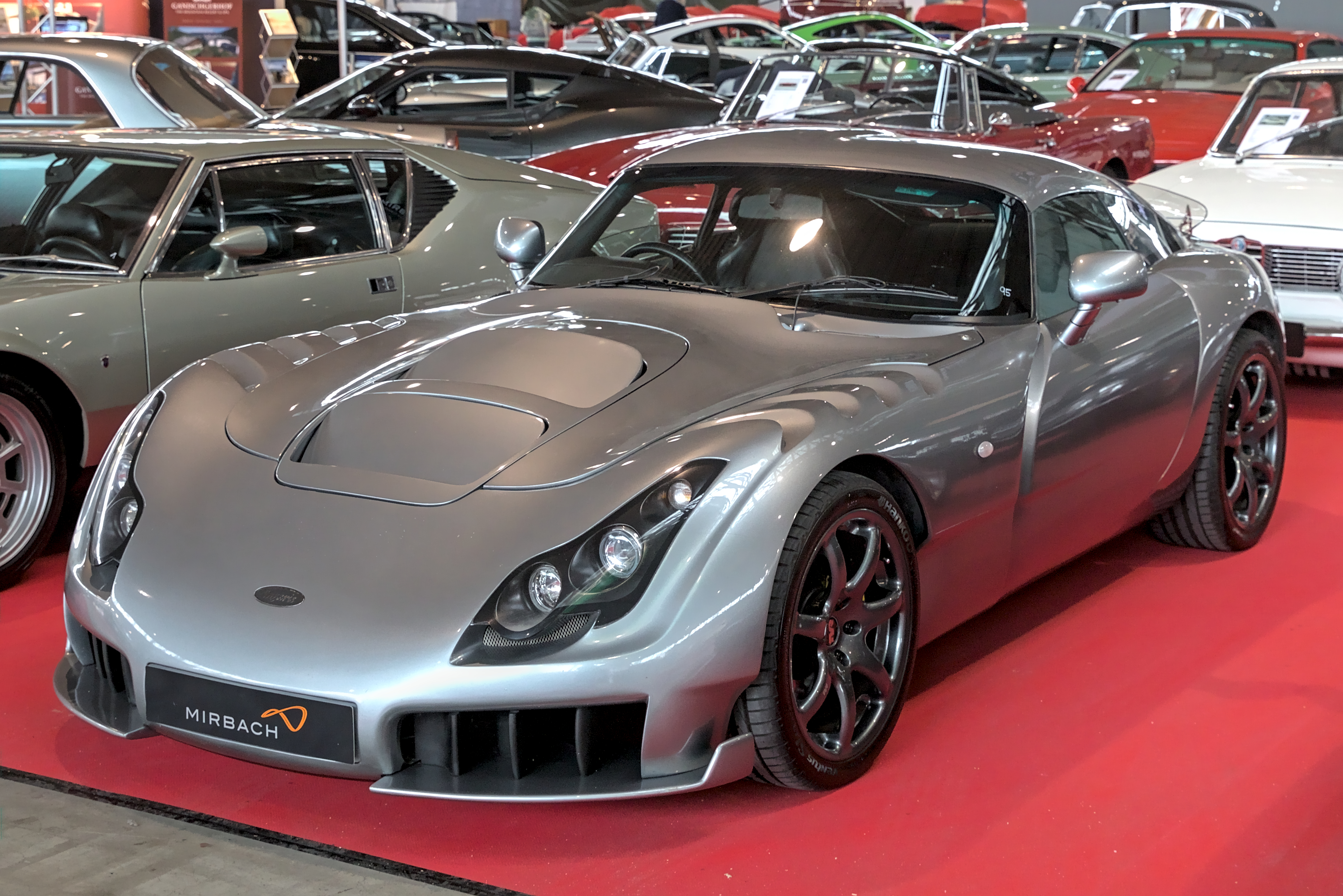
TVR Sagaris

Peter Wheeler verkaufte TVR im Jahr 2004 an den damals 24-jährigen russischen Unternehmer Nikolai Smolenski, blieb aber zunächst als Berater im Unternehmen tätig. Der Sagaris mit 294 kW (400 PS) wurde vorgestellt, ein Coupé auf der Basis des T350, dessen Rennfassung bei Langstreckenrennen eingesetzt werden sollte.
Im Jahr 2006 gab es einige Irritationen über die Zukunft des Unternehmens. Ende April 2006 erklärte Smolenski zunächst, der Produktionsstandort Blackpool werde möglicherweise aufgegeben und die Produktion nach Osteuropa, eventuell in Smolenskis Heimatland Russland verlagert. Mitte Juni war dagegen von einem Verbleib des Unternehmens in Großbritannien die Rede. Im Oktober 2006 erklärte Smolenski allerdings erneut die Verlagerung der gesamten Produktion ins osteuropäische Ausland. Danach kam es zu einer Protestfahrt von TVR-Besitzern durch London.
Ab Herbst 2006 ruhte die Produktion, kurz darauf, im Dezember 2006 wurde die TVR-Fabrik Blackpool Automotive unter Zwangsverwaltung, eine Form des britischen Insolvenz-Rechts, gestellt. Im Oktober 2007 wurde angekündigt, die Produktion werde wieder aufgenommen, die Endmontage sei bei Bertone in Italien vorgesehen. Nach gescheiterten Übernahmeverhandlungen mit zwei US-Amerikanern gab Smolenski Ende 2007 auf.
In Österreich ließ Smolenski 2008 drei Prototypen neuer Modelle aufbauen, die mit unterschiedlichen Motoren ausgestattet waren, darunter ein Modell mit Elektroantrieb. Der kalkulierte Verkaufspreis lag je nach Modell zwischen 100.000 und 120.000 £. Smolenski war der Auffassung, dass sein Unternehmen mit diesen Preisen nicht am Markt bestehen könne. Im Juli 2012 verkündete er schließlich das endgültige Aus für TVR als Automobilhersteller. Er plane, den Markennamen künftig für Turbinen zu verwenden.

### Neustart unter Les Edgar

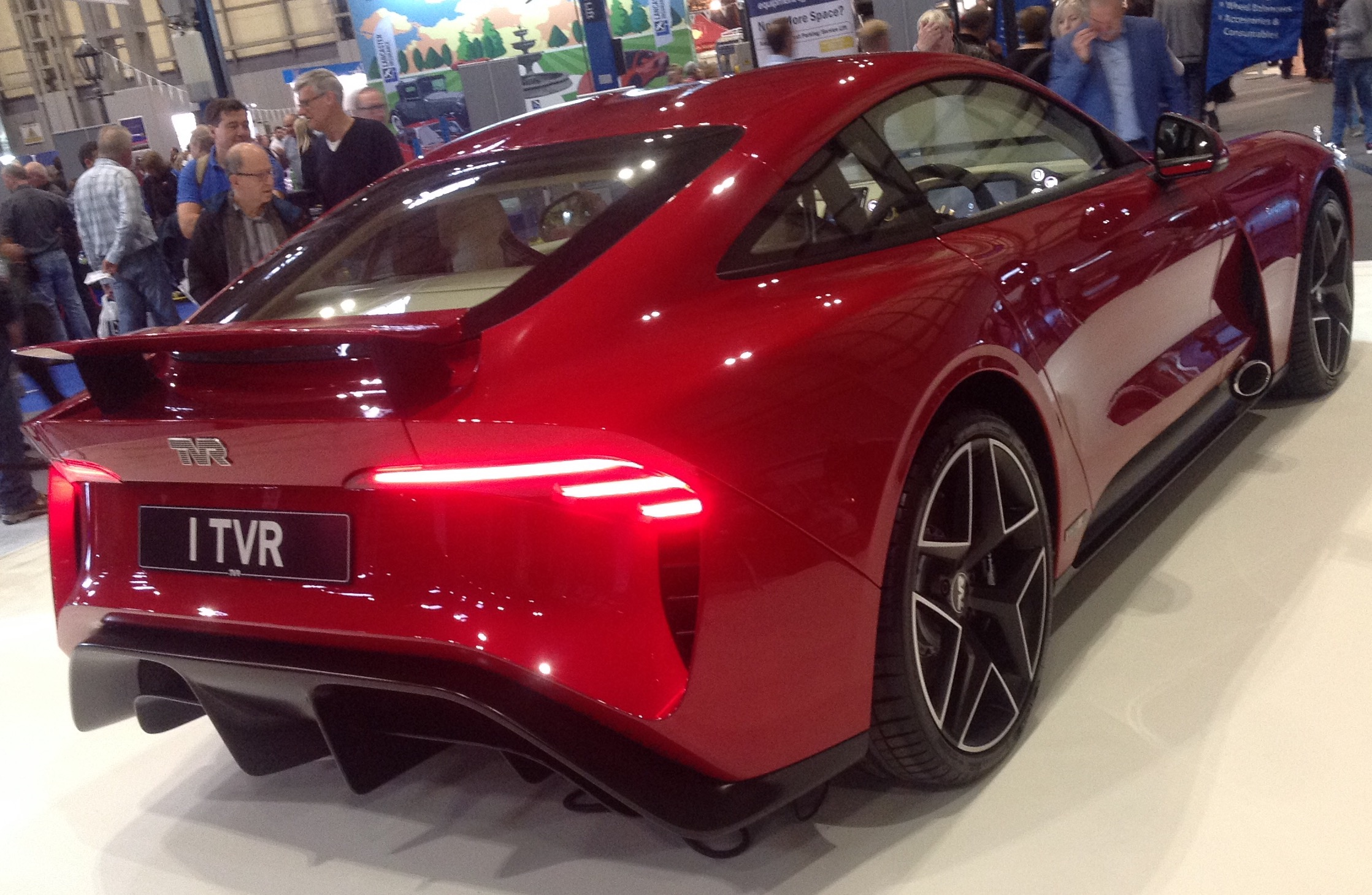
TVR Griffith 2017

Im Juni 2013 berichteten britische Medien übereinstimmend, der bisherige Eigner Smolenski habe die Namensrechte an TVR an ein britisches Konsortium unter Leitung des Unternehmers Les Edgar verkauft. In einem Interview mit dem Automagazin AutoExpress bestätigte Edgar, die neugeschaffene TVR Automotive Ltd. plane die Einführung neuer Modelle wie des neuen Griffith (2017) und verfüge über das Recht, Teile für bereits existierende Fahrzeuge herzustellen. Über den Kaufpreis wurden keine Angaben gemacht.

## Modelle
| Modell                   | Baujahr              | Motor                                 | Hubraum                             |
| Ära Trevor Wilkinson     | Ära Trevor Wilkinson | Ära Trevor Wilkinson                  | Ära Trevor Wilkinson                |
| ------------------------ | -------------------- | ------------------------------------- | ----------------------------------- |
| TVR Jomar1               | 1957–1959            | Coventry Climax Ford Kent             | 1098 cm³ 1172 cm³                   |
| TVR Grantura I           | 1958–1960            | Coventry Climax Ford Kent BMC-B-Serie | 1098 cm³ 1172 cm³ 1588 cm³          |
| TVR Grantura II          | 1960–1961            | Coventry Climax Ford Kent BMC B-Serie | 1098 cm³ 1172 cm³ 1588 cm³          |
| TVR Grantura IIa         | 1961–1962            | Coventry Climax Ford Kent BMC B-Serie | 1098 cm³ 1172 cm³ 1588 cm³          |
| TVR Grantura III         | 1962–1964            | Coventry Climax Ford Kent BMC B-Serie | 1098 cm³ 1172 cm³ 1588 cm³          |
| TVR Grantura 1800S       | 1964–1966            | BMC B-Serie                           | 1798 cm³                            |
| TVR Griffith 2001        | 1963–1964            | Ford Windsor V8                       | 4727 cm³                            |
| TVR Griffith 4001        | 1964–1967            | Ford Windsor V8                       | 4727 cm³                            |
| TVR Griffith 6001        | 1964–1967            | Ford Windsor V8                       | 4727 cm³                            |
| TVR Trident2             | 1965                 | Ford Windsor V8                       | 4727 cm³                            |
| Ära Martin Lilley        |                      |                                       |                                     |
| TVR Grantura IV 1800S    | 1966–1967            | BMC B-Serie                           | 1798 cm³                            |
| TVR Tina2                | 1967                 | Hillman Imp R4                        | 875 cm³                             |
| TVR Vixen S1             | 1967–1968            | Ford Kent BMC B-Serie                 | 1599 cm³ 1798 cm³                   |
| TVR Vixen S2             | 1968–1969            | Ford Kent                             | 1599 cm³                            |
| TVR Tuscan Se            | 1969                 | Ford Windsor V8                       | 4727 cm³                            |
| TVR Tuscan V6            | 1969–1971            | Ford Essex V6                         | 2994 cm³                            |
| TVR Tuscan V8            | 1970                 | Ford Windsor V8                       | 5300 cm³                            |
| TVR Zante SM             | 1970–1971            | Triumph R6                            | 2498 cm³                            |
| TVR Vixen S3             | 1970–1972            | Ford Kent                             | 1599 cm³                            |
| TVR Vixen 1300           | 1971–1972            | Triumph R4                            | 1296 cm³                            |
| TVR Vixen 2500           | 1971–1972            | Triumph R6                            | 2498 cm³                            |
| TVR Vixen S4             | 1972                 | Ford Kent                             | 1599 cm³                            |
| TVR 1600M                | 1972–1973 1975–1977  | Ford Kent                             | 1599 cm³                            |
| TVR 2500M                | 1972–1977            | Triumph R6                            | 2498 cm³                            |
| TVR 3000M                | 1972–1979            | Ford Essex V6                         | 2994 cm³                            |
| TVR 3000M Turbo          | 1975–1979            | Ford Essex V6                         | 2994 cm³                            |
| TVR Taimar               | 1976–1979            | Ford Essex V6                         | 2994 cm³                            |
| TVR Taimar Turbo         | 1976–1979            | Ford Essex V6                         | 2994 cm³                            |
| TVR 5000M                | 1978                 |                                       | 5000 cm³                            |
| TVR 3000S                | 1978–1979            | Ford Essex V6                         | 2994 cm³                            |
| TVR 3000S Turbo          | 1978–1979            | Ford Essex V6                         | 2994 cm³                            |
| TVR Tasmin 200i          | 1979–1984            | Ford OHC R4                           | 1993 cm³                            |
| TVR Tasmin 280i          | 1980–1984            | Ford-Köln V6                          | 2792 cm³                            |
| Ära Peter Wheeler        |                      |                                       |                                     |
| TVR 280i                 | 1984–1987            | Ford-Köln V6                          | 2792 cm³                            |
| TVR 350i                 | 1983–1985            | TVR/Rover V8                          | 3528 cm³                            |
| TVR 350SX                | 1985–1989            | TVR/Rover V8 + Sprintex-Kompressor    | 3528 cm³                            |
| TVR 400SX                | 1989                 | TVR/Rover V8 + Sprintex-Kompressor    | 3948 cm³                            |
| TVR 350SE                | 1990–1991            | TVR/Rover V8                          | 3947 cm³                            |
| TVR 390SE                | 1984–1988            | TVR/Rover V8                          | 3905 cm³                            |
| TVR 400SE                | 1988–1991            | TVR/Rover V8                          | 3948 cm³                            |
| TVR 420SE                | 1986–1987            | TVR/Rover V8                          | 4228 cm³                            |
| TVR 450SE                | 1989–1990            | TVR/Rover V8                          | 4441 cm³                            |
| TVR 420SEAC              | 1986–1988            | TVR/Rover V8                          | 4228 cm³                            |
| TVR 450SEAC              | 1988–1989            | TVR/Rover V8                          | 4441 cm³                            |
| TVR S                    | 1986–1988            | Ford-Köln V6                          | 2792 cm³                            |
| TVR S2                   | 1989–1990            | Ford-Köln V6                          | 2933 cm³                            |
| TVR S3(C)                | 1991–1992            | Ford-Köln V6                          | 2933 cm³                            |
| TVR S4C                  | 1993–1993            | Ford-Köln V6                          | 2933 cm³                            |
| TVR V8S                  | 1991–1993            | TVR/Rover V8                          | 3948 cm³                            |
| TVR Griffith             | 1992–2002            | TVR/Rover V8                          | 3948 cm³ 4280 cm³ 4988 cm³          |
| TVR Chimaera             | 1992–2001            | TVR/Rover V8                          | 3948 cm³ 4280 cm³ 4495 cm³ 4988 cm³ |
| TVR Cerbera              | 1996–2003            | TVR Speed Eight                       | 4185 cm³ 4475 cm³                   |
| TVR Cerbera              | 1996–2003            | TVR Speed Six                         | 3996 cm³                            |
| TVR Tamora               | 2002–2006            | TVR Speed Six                         | 3605 cm³                            |
| TVR T350C TVR T350T      | 2003–2006            | TVR Speed Six                         | 3605 cm³                            |
| TVR Tuscan Speed 6       | 1999–2006            | TVR Speed Six                         | 3996 cm³                            |
| TVR Sagaris              | 2004–2006            | TVR Speed Six                         | 3996 cm³                            |
| TVR Typhon               | 2004                 | TVR Speed Six                         | 3996 cm³                            |
| Ära Nikolai Smolenski    |                      |                                       |                                     |
| TVR Tuscan Speed 6       | 1999–2006            | TVR Speed Six                         | 3996 cm³                            |
| TVR Sagaris              | 2004–2006            | TVR Speed Six                         | 3996 cm³                            |
| Rennwagen und Prototypen |                      |                                       |                                     |
| TVR Cerbera Speed 122/3  | 1997                 | TVR Speed Twelve                      | 7730 cm³                            |
| TVR Tuscan Speed 122/3   |                      | TVR Speed Twelve                      | 7730 cm³                            |
| TVR Tuscan Challenge3    | 1989–?               | Rover V8 TVR Speed Eight              | 4500 cm³                            |
| TVR T400R3               | ?                    |                                       |                                     |
| TVR Typhon GT3           | 2004                 | TVR Speed Six                         | 4200 cm³                            |

1 – Technisch kein TVR-Modell, aber mit TVR-Chassis und -Karosserie.

2 – nie in Serie gefertigt.

3 – nur für den Renneinsatz